# Ovalfläcksjordfly
Ovalfläcksjordfly, Agrotis puta. är en fjärilsart som beskrevs av Jacob Hübner 1803. Ovalfläcksjordfly ingår i släktet Agrotis och familjen nattflyn, Noctuidae. I Sverige förekommer ovalfläcksjordfly sällsynt framför allt i Skåne men även i Halland, Blekinge, Småland, Bohuslän och på Öland. I Finland är det en mycket sällsynt men regelbunden besökare. Någon rödlistningsbedömning har inte gjorts, varken i Sverige eller Finland. Fyra underarter finns listade i Catalogue of Life, Agrotis puta insula Richardson, 1958, Agrotis puta meridionalis Spuler, 1905, Agrotis puta predotai Bytinski-Salz, 1937 och Agrotis puta rotroui Rothschild, 1920

## Bildgalleri

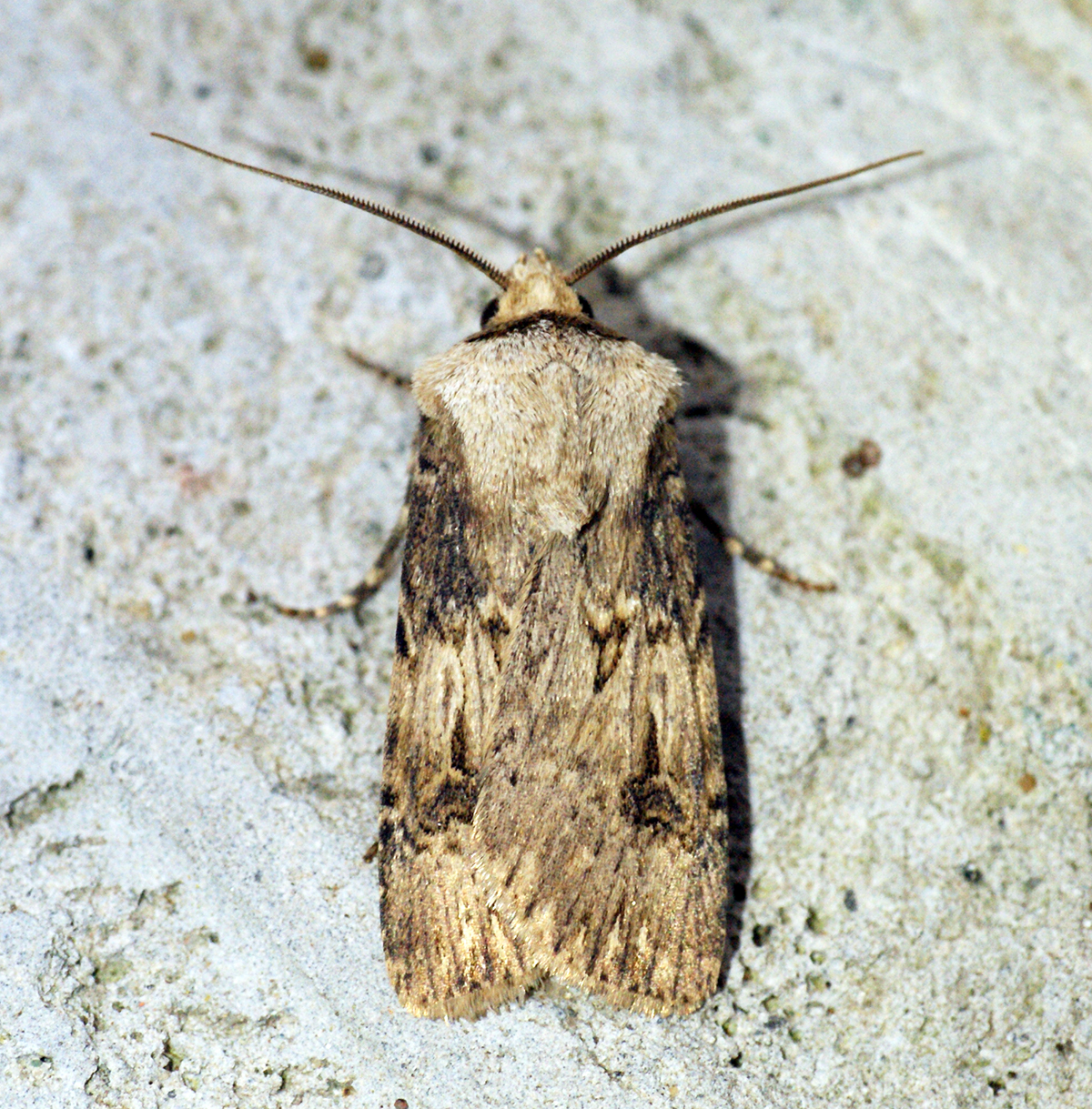
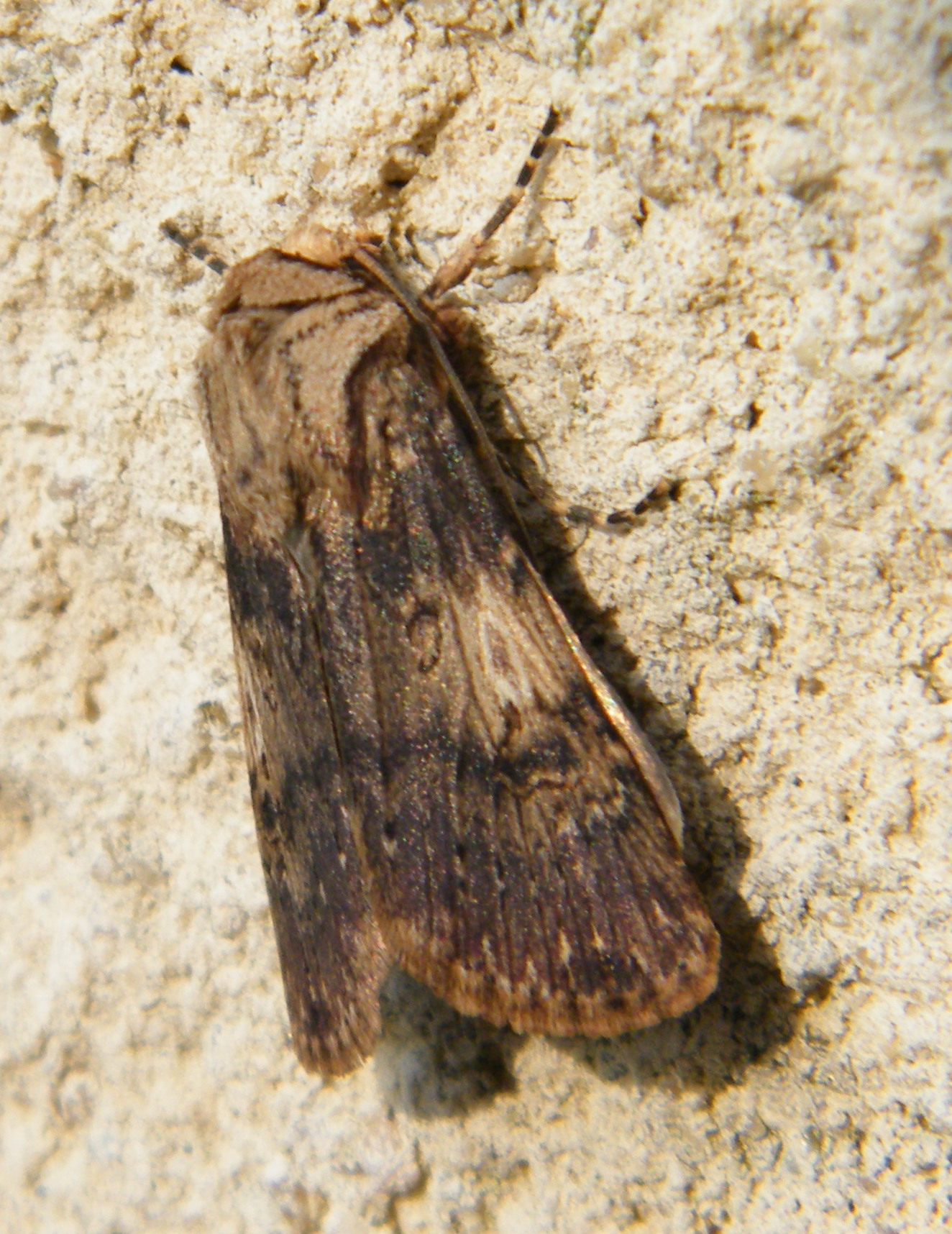
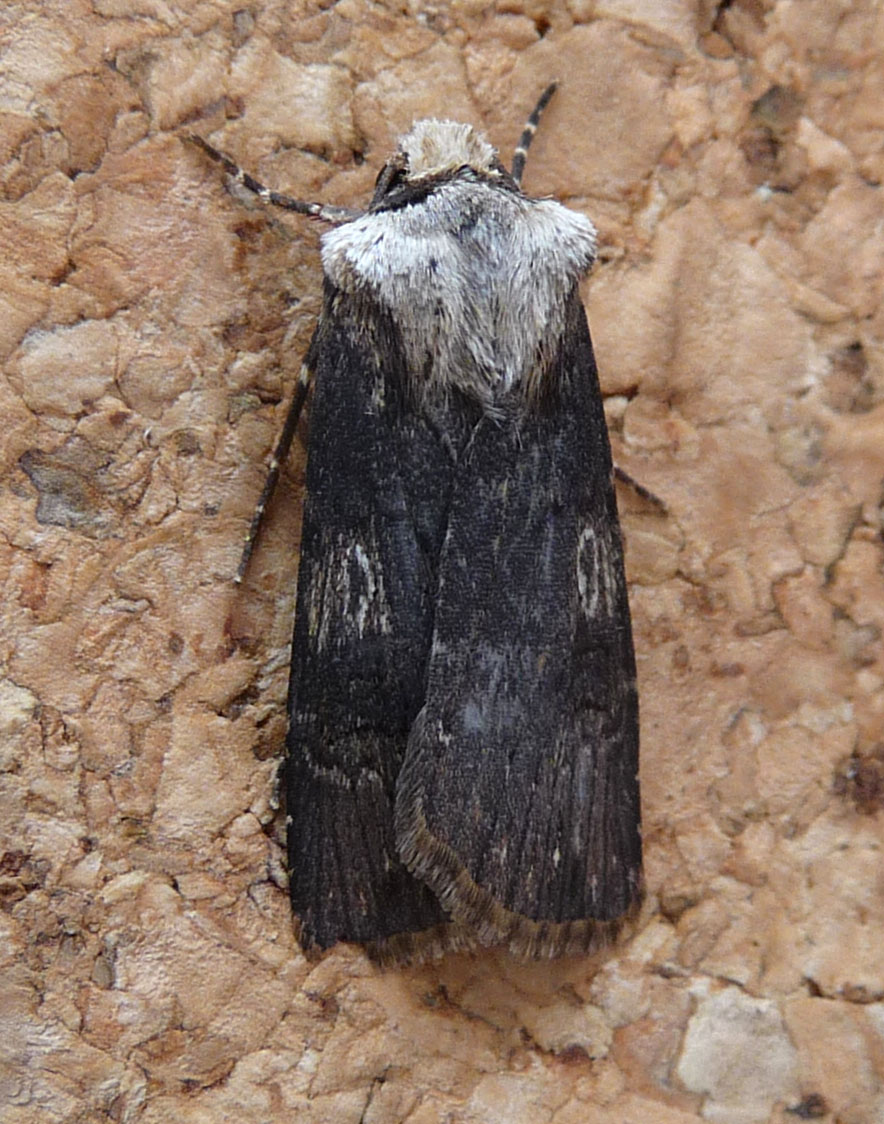
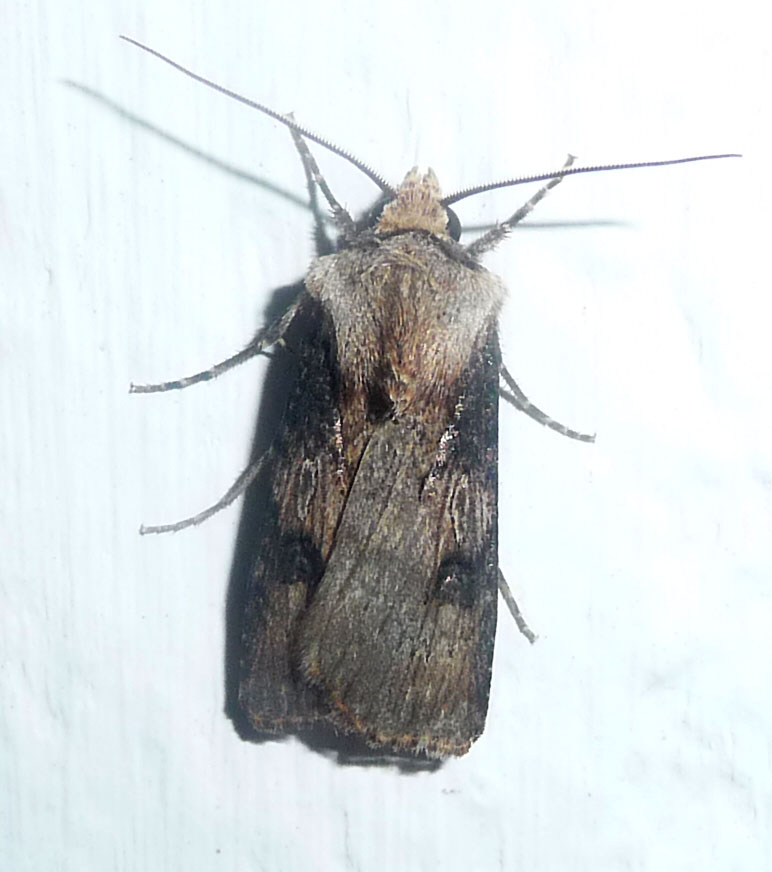
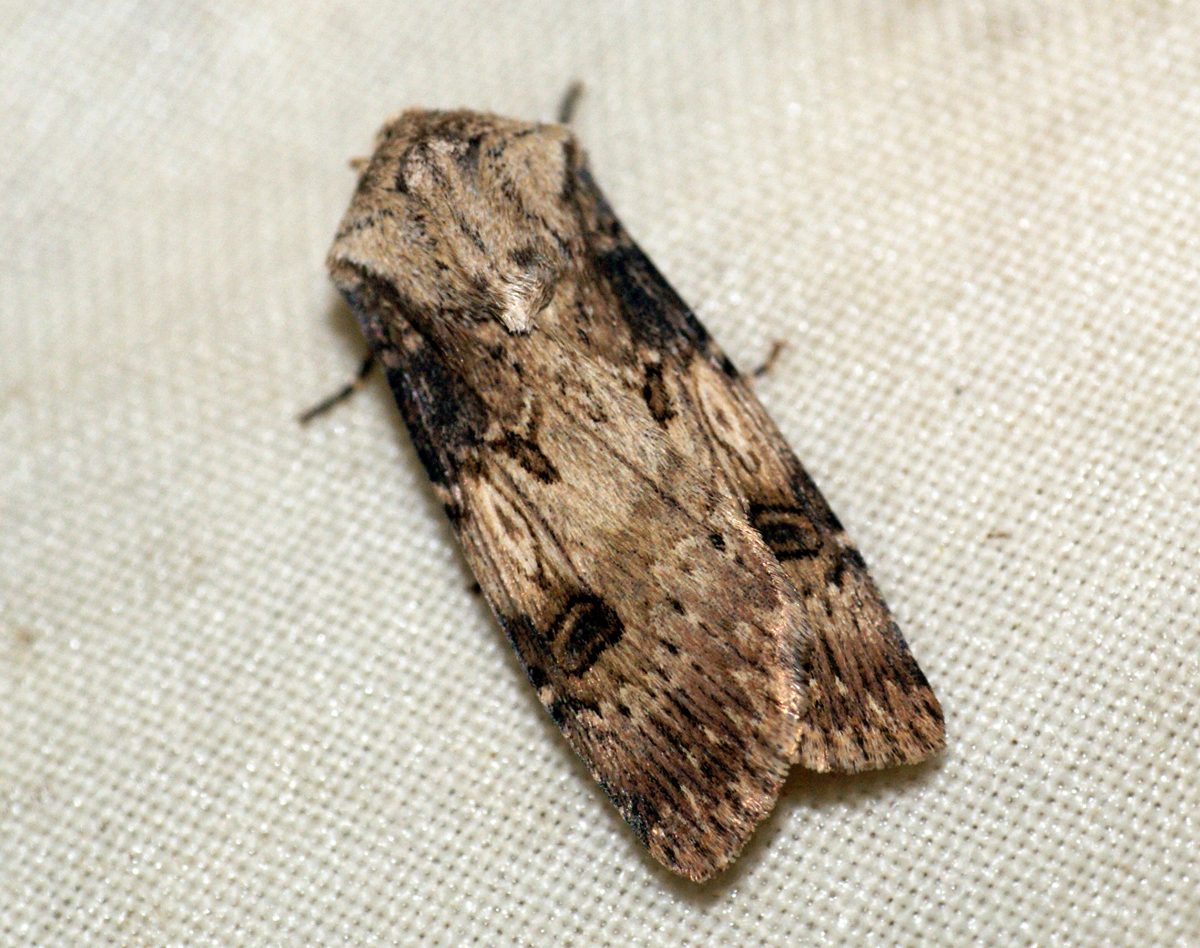